# Anthurium occidentale
Anthurium occidentale är en kallaväxtart som beskrevs av Luis Aloysius, Luigi Sodiro. Anthurium occidentale ingår i släktet Anthurium och familjen kallaväxter. Inga underarter finns listade.